# 鬼首道路
鬼首道路（おにこうべどうろ）は、宮城県大崎市と秋田県湯沢市を結ぶ国道108号のバイパス道路である。

## 概要
鬼首峠は宮城県と秋田県を結ぶ最短ルートであるが、道幅が狭く大型車通行止めで、冬期間は豪雪のため通行止めになる。さらに、災害などでしばしば全面通行止めになることもあり、国道47号・国道13号を迂回することが多かった。
このため、1979年度に事業着手、1996年8月に開通した。除雪体制も整っているため、年間を通して通行可能である。

### 路線データ
- 起点 : 宮城県大崎市鳴子温泉鬼首字軍沢
- 終点 : 秋田県湯沢市秋の宮
- 全長 : 13.7km
- 車線数 : 片側1車線
- 規格 : 第3種第2級
- 設計速度 : 60km/h

### エコロード
当地は栗駒国定公園の中にあり、栗駒山などの様々な観光資源に恵まれているので、多くの観光客が訪れている。また計画ルート周辺には様々な動植物が棲息しているため、これらの保護をめざして自然環境に配慮した道造りが行われた（"エコロード"と称された）。

## トンネルと橋・駐車帯の一覧
- 国道108号起点（宮城県石巻市）から終点（秋田県由利本荘市）の方向順。
- トンネルと橋の名称は、全て公募により決定した。

| 構造物名               | 長さ     | 備考     | 所在地 | 所在地   |
| 駐車帯                 |          | 上り線側 | 宮城県 | 大崎市   |
| 大森トンネル           | 361.0m   |          | 宮城県 | 大崎市   |
| 大森沢そよかぜ橋       | 140.0m   |          | 宮城県 | 大崎市   |
| オシドリトンネル       | 543.0m   |          | 宮城県 | 大崎市   |
| 片倉青空橋             | 103.5m   |          | 宮城県 | 大崎市   |
| 片倉森であいトンネル   | 392.0m   |          | 宮城県 | 大崎市   |
| 片倉めんこい橋         | 27.0m    |          | 宮城県 | 大崎市   |
| 片倉森やすらぎトンネル | 281.0m   |          | 宮城県 | 大崎市   |
| 片倉木もれび橋         | 128.0m   |          | 宮城県 | 大崎市   |
| 片倉森かがやきトンネル | 212.0m   |          | 宮城県 | 大崎市   |
| 片倉紅葉橋             | 35.5m    |          | 宮城県 | 大崎市   |
| ほたる橋               | 125.0m   |          | 宮城県 | 大崎市   |
| 丸森トンネル           | 1,119.0m |          | 宮城県 | 大崎市   |
| 滝見橋                 | 30.5m    |          | 宮城県 | 大崎市   |
| 恋殿橋                 | 30.0m    |          | 宮城県 | 大崎市   |
| 葉巻沢夕焼け橋         | 89.0m    |          | 宮城県 | 大崎市   |
| 大鏑山びこ橋           | 175.0m   |          | 宮城県 | 大崎市   |
| 駐車帯                 |          | 下り線側 | 宮城県 | 大崎市   |
| 夫婦滝橋               | 119.0m   |          | 宮城県 | 大崎市   |
| 仙秋鬼首トンネル       | 3,527.0m |          | 宮城県 | 大崎市   |
| 仙秋鬼首トンネル       | 3,527.0m | 秋田県   | 湯沢市 |          |
| 秋の宮大橋             | 286.4m   | 秋田県   | 湯沢市 |          |
| 鹿見橋                 | 110.0m   | 秋田県   | 湯沢市 |          |
| カモシカ橋             | 151.0m   | 秋田県   | 湯沢市 |          |
| 駐車帯                 |          | 秋田県   | 湯沢市 | 下り線側 |
| 役内大橋               | 185.0m   | 秋田県   | 湯沢市 |          |
| 駐車帯                 |          | 秋田県   | 湯沢市 | 上り線側 |
| 金倉橋                 | 90.0m    | 秋田県   | 湯沢市 |          |
| 小町見返りの橋         | 50.0m    | 秋田県   | 湯沢市 |          |

## 沿革
- 1979年度、事業着手。
- 1982年度、用地着手・工事着手。
- 1996年（平成8年）8月8日、供用開始。